# Michael Weinius
Michael Weinius, född 1 mars 1971 i Stockholm, är en svensk operasångare (tenor), utsedd till hovsångare 2013. Invald i Kungliga Musikaliska Akademien 2024.

## Karriär
Michael Weinius, förstepristagare vid 2008 års internationella Wagnertävling i Seattle, har på kort tid etablerat sig som en av Europas mest eftersökta och uppskattade tenorer.
Han fick sin första musikaliska skolning vid Adolf Fredriks Musikklasser och studerade sedan vid Operahögskolan i Stockholm, varifrån han examinerades 1995. Michael gjorde sin professionella debut som baryton, i rollen som Guglielmo i Così fan tutte och blev snabbt en regelbunden gäst vid de svenska operahusen i roller som Renato/Greve Holberg i Maskeradbalen, Posa i Don Carlos och Marcello i Bohème m.fl.
2004 bytte Weinius röstfack till tenor, och debuterade i rollen som Laca (Jenůfa) på NorrlandsOperan. Under sitt första år som tenor engagerades han för att sjunga bland annat Don José (Carmen) i konsert med Kungliga Filharmoniska Orkestern under Marc Soustrot, Loge (Rhenguldet) konsertant med Göteborgs Symfoniker och Kent Nagano, och Sergej (Katerina Izmailova) på Värmlandsoperan. Dessa inledande framgångar som tenor banade väg för en rad rolldebuter såsom Riccardo/Gustav III (Maskeradbalen), Dick Johnson (Flickan från Vilda Västern) och Herodes (Salome), Turiddu (På Sicilien) och Siegmund (Valkyrian), Cavaradossi (Tosca), Don José (Carmen) samt Otello (Otello).
Våren 2007 sjöng Weinius sin första Parsifal i Karlstads domkyrka när Värmlandsoperan presenterade sin uppmärksammade och hyllade uppsättning. Därefter har Michael etablerat sig som en av de mest eftersökta uttolkarna av denna roll. Han säkrade sin seger i Seattles Wagnertävling genom att sjunga utdrag ur Parsifal och Mästersångarna i Nürnberg, och han har sedan dess sjungit Parsifal på ett flertal internationella scener, exempelvis Deutsche Oper am Rhein i Düsseldorf och Bayerische Staatsoper i München. 
I december 2008 medverkade Michael Weinius i urpremiären av Kungliga Operans beställningsverk Batseba av Sven-David Sandström i rollen som Kung David, speciellt skriven för honom.

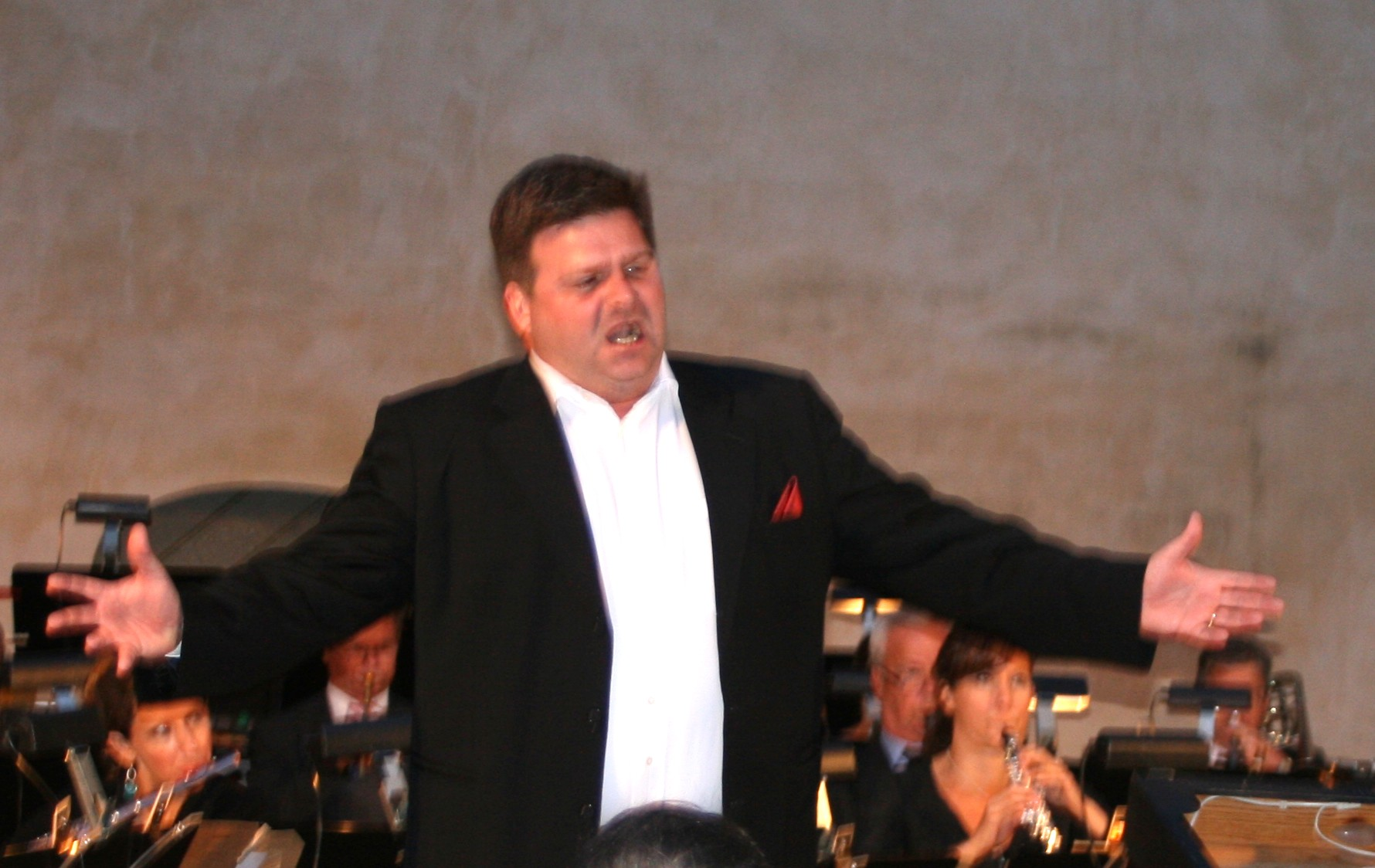
Michael Weinius vid Östergötlands musikdagar 2009.

Bland engagemangen titelrollen i Peter Grimes, Alfred (Läderlappen), de båda kungarna Karl IV och Ferdinand VII i Daniel Börtz opera Goya, titelrollen i Verdis Otello samt Siegmund i Die Walküre.
Hösten 2010 debuterade Michael Weinius på Opéra Bastille i Paris i rollen som Hans Schwalb i Hindemiths Mathis der Maler under ledning av dirigenten Christoph Eschenbach. Våren 2012 sjöng han för första gången titelrollen i Wagners Lohengrin på Kungliga Operan i Stockholm.
Under 2013 har Michael Weinius bland annat debuterat vid Deutsche Oper i Berlin som Lohengrin och vid Bayerische Staatsoper i München som Parsifal. Han medverkade även vid en Wagnergala med Staatskapelle Dresden och dirigenten Christian Thielemann. 
Sedan 2015 är hans repertoar centrerad kring den högdramatiska repertoaren med roller som Tristan i Tristan och Isolde, Siegfried i Siegfried och Götterdämmerung och Tannhäuser på scener som Wiener Staatsoper, Oper Zürich och Opera de Paris. 
Michael Weinius är även flitigt engagerad som konsertsångare och har framträtt med dirigenter som Gustavo Dudamel, Alan Gilbert, Leif Segerstam,  Esa-Pekka Salonen, Jukka-Pekka Saraste, Kent Nagano, Patrik Ringborg, Pinchas Steinberg, Pier Giorgio Morandi och Axel Kober.
Michael Weinius spelade Gustav Vasa i en specialuppsättning av operan Gustaf Wasa på Konserthuset i Stockholm den 11 juni 2023, i samband med 500-årsjubileet av att Gustav Vasa valdes till Sveriges kung.

## Priser och utmärkelser
- 2006 – Birgit Nilsson-stipendiet
- 2006 – Gunn Wållgren-stipendiet
- 2009 – "Operapriset" av Tidskriften OPERA[3]
- 2009 – Svenska Dagbladets operapris
- 2012 – Jussi Björlingstipendiet
- 2013 – Hovsångare
- 2013 – Lunds Studentsångförenings solistpris[4].
- 2022 -  Medaljen Litteris et Artibus i guld av 8:e storleken (GMleta) för framstående konstnärliga insatser som operasångare.[5]

## Diskografi (urval)
- Riedinger i Hindemiths, Mathis de Maler. Paris 2010. Dir. Eschenbach. Premiere Opera CD 5890-3. (www.premiereopera.com).
- Siegmund i Richard Wagners Valkyrian. Stockholm 2009. Dir. Leif Segerstam. Premiere Opera CD 5467-4. (www.premiereopera.com).
- Siegmund i Richard Wagners Valkyrian. Amsterdam 2010. Premiere Opera CD 5652-4. (www.premiereopera.com).
- Roll i Sandströms Ordet. Med Nina Stemme och Anne Sofie von Otter. Stockholm 2006. Dir. Honeck. Premiere Opera 6018-2. (www.premiereopera.com).
- Don José i Bizets Carmen. Med Katarina Dalayman. Stockholm. Dir. Lionel Bringuier. Premiere Opera CD 7446-3. (www.premiereopera.com).
- Titelrollen i Richard Wagners Lohengrin. Stockholm 2012. Dir. Gilbert. Premiere Opera CD 8521-3. (www.premiereopera.com).
- Roll i Schierbecks Fete Galante. Köpenhamn 2012. Premiere Opera CD 8529-2. (www.premiereopera.com).
- Dick Johnson i Puccinis Flickan från Västern. Malmö 2007. Dir. Joseph Swensen. House of Opera CD8919. (www.operapassion.com)
- Turiddu i Mascagnis Cavalleria rusticana. Stockholm 2006. Dir. Pier Giorgio Morando. House of Opera CD7258. (www.operapassion.com).

Samtliga www-adresser lästa 20 september 2014.